# Litløyna
Ne doit pas être confondu avec Litløyna (Lindås).
Litløyna est une île dans le landskap Sunnhordland du comté de Vestland. Elle appartient administrativement à Øygarden.

## Géographie
Rocheuse et couverte d'arbres, elle s'étend sur environ 280 m de longueur pour une largeur approximative de 111 m.